# 귈피의 속임수

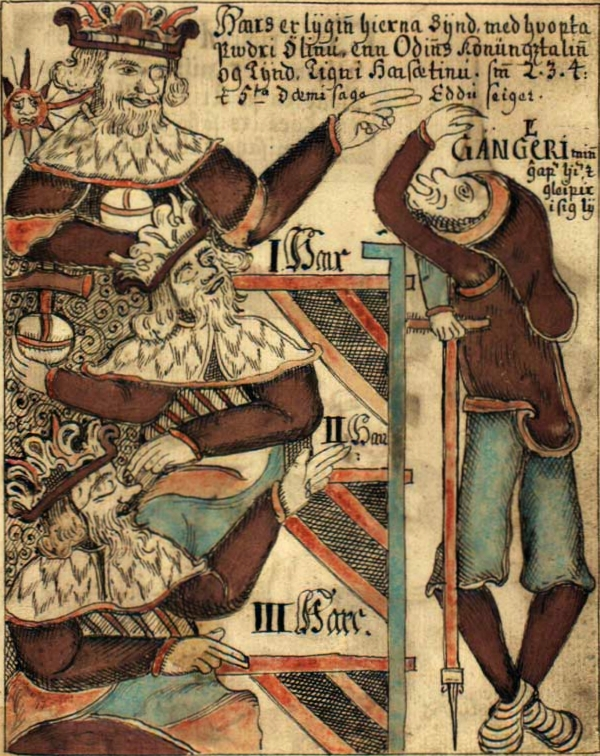
"높으신 분", "그만큼 높으신 분", "세 번째 분"을 만난 귈피 왕(오른쪽)

〈귈피의 속임수〉(고대 노르드어: Gylfaginning 귈파기닝)는 스노리 스투를루손의 《신 에다》의 서장 이후 가장 먼저 나오는 제1부이다. 〈귈피의 속임수〉는 노르드의 세계의 창세와 그 멸망에 대한 이야기를 다루는데, 《고 에다》의 〈무녀의 예언〉, 〈바프스루드니르가 말하기를〉 등이 많이 인용되어 있다. 사실상 서사시인 《고 에다》를 산문 형태로 복기한 것이라고 보아도 무방하다. 사용된 단어는 약 20,000 개이다.

## 줄거리
〈귈피의 속임수〉는 "오늘날 사람들이 스웨덴이라고 부르는 땅"의 왕인 귈피가 에시르 중 한 여신에게 마법으로 농락당한 뒤, 모든 에시르들이 마법을 이용해 멋대로 행동하는가 하는 의문을 품는 데서 시작한다. 그래서 귈피는 아스가르드로 여행을 떠나는데, 그 여행길에서도 신들에게 속아서 어딘가 다른 장소에 도착하게 된다. 귈피가 도착한 곳에는 커다란 궁전이 있었고, 귈피가 안에 들어가니 한 사내가 이름을 밝히라고 요구한다. 이에 귈피는 "강글레리"라는 가명을 댄다. 그리고 강글레리는 궁전의 주인들에게 안내되고, 높으신 분과 그만큼 높으신 분과 세 번째 분이라는 세 남자를 만나게 된다.
그리고 많은 노르드 사가에서 나타나는 것처럼, 강글레리는 그들에게 질문을 던짐으로써 자신의 지혜를 도전하려고 한다. 각각의 질문에 높으신 분, 그만큼 높으신 분, 세 번째 분이 대답하는 내용을 통해 노르드 신화의 얼개와 신들, 그리고 창세와 멸망(라그나로크)에 대한 정보를 얻을 수 있다. 이야기의 끝에서, 궁전과 궁전 안의 사람들은 허깨비처럼 사라지고 귈피는 공터 한가운데 혼자 있는 자신을 발견한다. 귈피가 자신의 나라로 돌아가서 자신이 들었던 이야기를 다른 사람들에게도 들려주었다는 이야기로 이야기가 끝난다.